# Herb Miastka
Herb Miastka – jeden z symboli miasta Miastko i gminy Miastko w postaci herbu.

## Wygląd i symbolika
Herb przedstawia na srebrnej tarczy pół czerwonego gryfa o orężu złotym zwróconego w heraldycznie prawą stronę, trzymającego w szponach kosę osadzoną w złotej rękojeści. Pod gryfem czerwona falista wstęga.

## Historia

Herb Miastka w latach 1990-2010

Heraldyk Otto Hupp z Monachium uważa, że herb Miastka może mieć swój początek w tarczy herbowej rodu Massowów. W herbie tej rodziny znajdują się dwie czerwone poprzeczne belki. 
Herb powiatu został zaprojektowany przez Huppa i zatwierdzony dekretem pruskiego ministra państwowego 5 marca 1932 roku. Był to czerwony gryf trzymający w szponach kosę osadzoną w złotej rękojeści. Kosa miała podkreślać typowo rolniczy charakter powiatu. Herb miasta powiatowego – falista belka, została przemieszczona w dół. Stworzyło to miejsce dla pomorskiego gryfa, który ukazany jest tylko w swej górnej części, ponieważ powiat jest tylko częścią Pomorza.
Herb ulegał częstym zmianom. W XVII wieku miasto wprowadziło pruskiego orła w pieczęci. Pod koniec XIX wieku pieczęcie miejskie miały tarczę z poprzecznym strumieniem albo z rosnącym gryfem. Zarząd miasta posiadał do wybuchu II wojny światowej pieczęć z rosnącym gryfem nad tarczą. Tarcza była już wówczas owalna.
W 2010 roku nastąpiła zmiana wzoru dotychczasowej, ozdobnej tarczy herbowej na powszechnie stosowaną tarczę hiszpańską, lekko zaokrągloną u dołu.

## Kontrowersje
Państwowa Komisja Heraldyczna odrzuciła herb Miastka, jako niezgodny z tradycją historyczną miasta.